# Sant Jaume de Belianes
L'església parroquial de Sant Jaume de Belianes és dins el nucli urbà del poble de Belianes, que és situat en un turó a la riba esquerra del riu Corb, al sud de Bellpuig.

## Història
La parròquia de Sant Jaume té l'origen a la segona meitat del segle xi. Formava part d'una llista de parròquies del bisbat de Vic datada entre els anys 1050 i 1079. Aquesta relació de dependència envers Vic s'allargà fins a mitjan segle xii, quan passà a l'arquebisbat de Tarragona encara que a la butlla del papa Anastasi IV no hi consti explícitament. Més endavant la parròquia de Belianes esdevingué sufragània de la de Santa Maria de Maldà i a través d'aquesta estigué subjecta a la canònica de Sant Vicenç de Cardona. En depenia ja el 1183 essent-ne rector Guerau de Maldà, rector de Maldà. El 1212, Guerau de Maldà, essent monjo de Poblet, va reconèixer que havia obtingut les esglésies de Maldà, Belianes, Castellsalvà, l'Espluga Calba, Maldanell i Vilamanyanor, de mans de l'abat de Sant Vicenç de Cardona. Al final del segle xv depenia de l'abat de Cardona a través del rector de Maldà.
El 19 d'abril de 1563 foren encarregades per contracte al mestre d'obres tarragoní Sebastià Font obres de recuperació de l'església. El 1842, l'església es trobava en ruïnes i poc després es va restaurar. Daniel Gilabert i Fontova, arquitecte fill de Belianes, va dirigir la renovació de l'any 1967-68 (segle XX).

## Arquitectura

### L'església de Sant Jaume
L'actual església de Sant Jaume de Belianes és una construcció del segle xvi però bastida segurament sobre la primitiva església romànica.

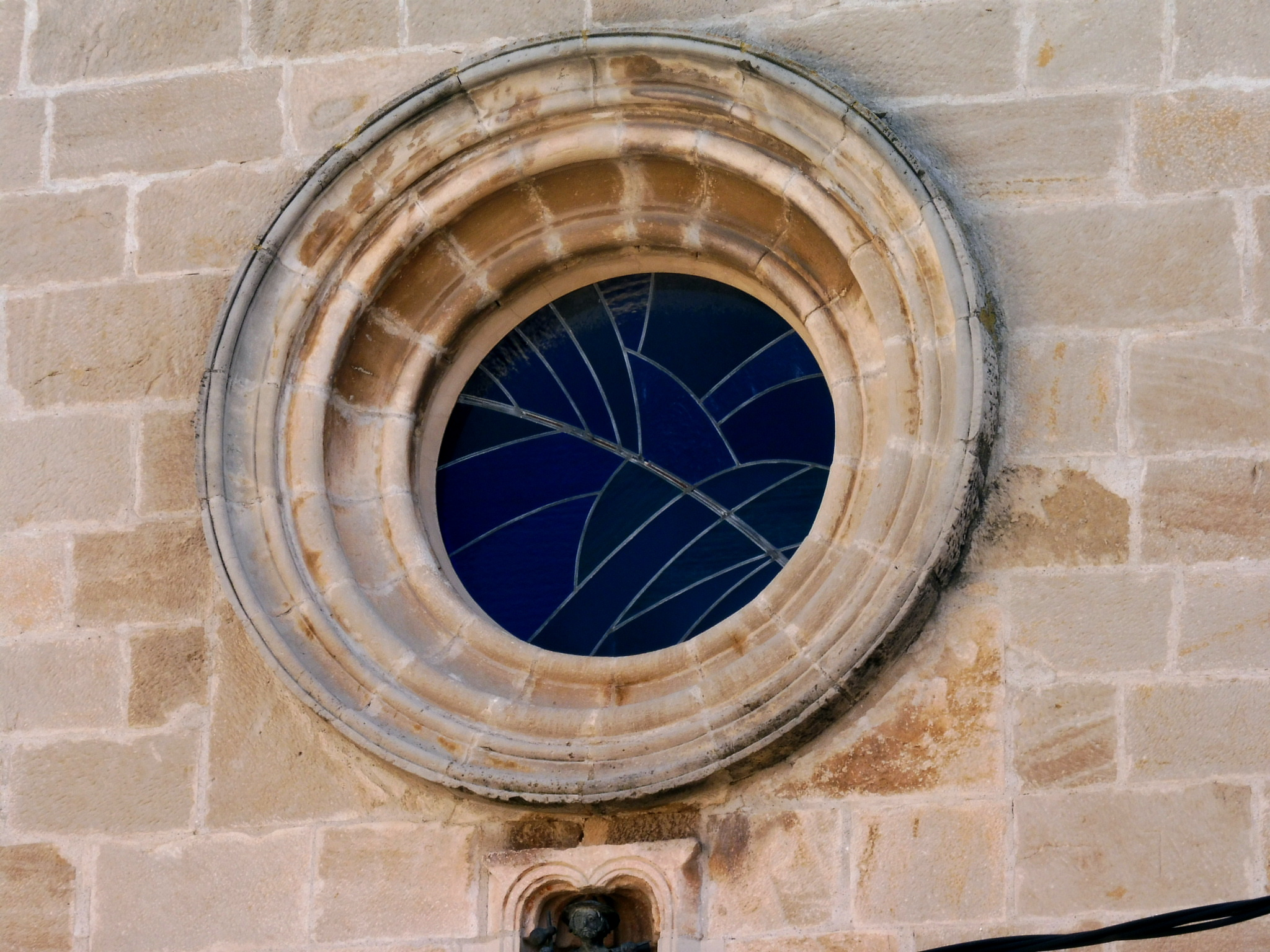
Detall de l'ull de bou

 La part més antiga que en resta es correspon amb la porta d'accés al temple dovellada en arc de mig punt. L'edifici es troba articulat a partir d'una nau única, amb capelles laterals i absis poligonal. A la volta central hi ha claus decorades amb motius vegetals. Les cobertes són de volta de creueria a la nau central, volta d'aresta a les capelles i de sostrada plana a la sagristia. L'absis és semicircular. En una de les claus hi ha l'escut dels templers. Com a peculiaritat arquitectònica té unes tribunes al segon nivell amb un destacat balustre i aquesta té passos oberts entre els contraforts que a la primera planta emmarquen les capelles laterals. Exteriorment té una torre campanar datada al segle xviii. L'escala del campanar és de caragol. El cor de pedra es troba als peus. La façana és de carreus de pedra. La portada principal és d'arc de mig punt dovellat amb guardapols. Pel damunt hi ha una fornícula buida i una rosassa. La torre és quadrada, de dos cossos. La remata una mena d'espadanya simple.

### Estelesfuneràries de l'antic fossar
Procedents de l'antic cementiri parroquial, desafectat i transformat en parc públic, es conserven 21 esteles discoïdals treballades en pedra sorrenca local. Són de decoració variada i estils diversos. Les tres descrites a continuació daten dels segles XII o XIII. La primera, de cua d'oreneta, té un diàmetre del disc de 40 cm, un gruix de 21 cm i una alçada total (disc i peduncle) de 72 cm. A l'anvers hi ha una creu de braços iguals en baix relleu i al revers una peculiar representació d'una ma estesa de significat difícil. La segona estela funerària té un diàmetre de disc de 45 cm, un gruix de 15 cm i una amplada de 34 cm. El peduncle ha desaparegut. A l'anvers hi ha una flor, un lliri o potser una flor de lis, en baix relleu. El revers està del tot erosionat. La tercera estela té un diàmetre de disc de 43 cm i un gruix de 9,5 cm. A l'anvers, el disc té al mig una creu de braços iguals. Al revers, molt erosionat, hi podria haver hagut un escut.
Al llarg del mur de la façana del cementiri nou, s'hi han adossat sis esteles funeràries discoïdals. Són de la tipologia de cua d'oreneta, formades per un cos unit a un cap circular. Pertanyen a cronologies diverses. N'hi ha tres amb alts relleus de creus mercedàries als caps, que correspondrien a una cronologia pròpia entre els segles XIV-XVI. També n'hi ha dues de cronologia moderna. En una hi ha la data de 1896 i una sexifòlia. També hi ha una estela amb decoració geomètrica d'entrellaçats al seu interior.